# Sankt Jakob in Defereggen
Pour les articles homonymes, voir Sankt Jakob.
Sankt Jakob in Defereggen est une commune autrichienne du district de Lienz dans le Tyrol.

## Géographie
La route qui mène au Klammljoch (Passo Gola) traverse le hameau d'Erlsbach (qui dépend de la commune). Cette route ne permet pas le passage en voiture du Klammljoch car une barrière est placée en travers de la route qui est non revêtue. Cependant, à Erlsbach, il est possible de se rendre en Italie en bifurquant vers la gauche en direction du Staller Sattel. La route est revêtue mais est très étroite du côté italien.